# Wattbewerb

Logo des Wattbewerbs

Der Wattbewerb – „Hier spielt die Energiewende!“ – ist ein „spielerischer“ Wettbewerb für Städte und Gemeinden des Vereins „Wattbewerb e.V.“ in Karlsruhe, um den Zubau von Photovoltaik-Anlagen zu beschleunigen. Da im Rahmen der Energiewende die erneuerbaren Energien den Energiebedarf möglichst ab 2030 zu 100 % abdecken sollen, muss unter anderem der PV-Ausbau exponentiell erfolgen, um das 1,5-Grad-Ziel des Übereinkommens von Paris zu erreichen.
An der am 21. Februar 2021 gestarteten ersten Runde von Wattbewerb, die läuft, bis die erste deutsche Großstadt die installierte PV-Leistung je Einwohner verdoppelt hat, beteiligen sich 71 von 80 deutschen Großstädten. Ein laufend aktualisiertes Ranking auf der Wattbewerb-Webseite gibt Auskunft darüber, welche Stadt seit dem Start den größten Zuwachs an PV-Leistung erzielt hat. 

## Geschichte
Wattbewerb geht auf eine Idee und Anregung von Fossil Free Karlsruhe zurück. In Zusammenarbeit mit den Parents for Future Germany wurde die Idee in Deutschland bekannt, so dass sich seit 2021 viele Städte am Wattbewerb beteiligen. Weitere Unterstützung erfährt Wattbewerb von Fridays for Future, Scientists for Future und anderen NGOs.

## Teilnehmende Kommunen
Teilnahmeberechtigt sind alle deutschen Städte und Gemeinden. Mit getrennten Wertungen in den durch Spielregeln definierten drei Kategorien:
1. Großstädte ab 100.000 Einwohnern
2. Städte mit bis zu 100.000 Einwohnern
3. Gemeinden

Bis zum 15. März 2023 haben sich 350 Kommunen in den drei Kategorien für den Wattbewerb registrieren lassen, darunter 71 der 80 deutschen Großstädte wie zum Beispiel Bremerhaven, Dresden, Frankfurt, Köln und München.
Die konkrete Informationsarbeit in den Kommunen, um Hausbesitzer, Handwerks- und Industriebetriebe mit freien Dachflächen zu motivieren, PV-Anlagen zur Energiegewinnung zu installieren, wird zum großen Teil von „interessierten NGOs, Graswurzelbewegungen, parteipolitisch neutralen und nicht gewerblichen Organisationen sowie Privatpersonen geleistet“.

## Motivationen der Kommunen
Beim Wattbewerb können die teilnehmenden Kommunen direkt den Stand ihrer Energiewendebemühungen mit anderen vergleichen, ihre Zukunftsfähigkeit nachweisen, mit gutem Beispiel bei der Energiewende vorangehen, das Engagement energieumtriebiger Bürger anerkennen, auf die Energieerzeugung als Gemeinschaftsaufgabe hinweisen und die Verantwortung jedes einzelnen deutlich machen.

## Wattbewerb Sieger
Neben dem „Runden“-Sieger – der ersten deutschen Großstadt, die seit dem Stichdatum 21. Februar 2021 die installierte PV-Leistung je Einwohner verdoppelt hat – werden nach jedem Quartal, Quartalssieger in den drei Kategorien ermittelt. Sie werden in der Wattbewerb-Öffentlichkeitsarbeit explizit hervorgehoben und können die Wattbewerb-Plattform für kurze Selbstdarstellungen nutzen. Den „Quartal-Awards“ können spezielle Gewinnbedingungen zugeordnet werden, um besonders motiviertes Engagement der Kommunen beim PV-Ausbau zu würdigen.
Maßgebend für die Ermittlung der Sieger sind die offiziellen Daten zur installierten Photovoltaik-Nennleistung in kWp in den Gemeindegebieten der teilnehmenden Kommunen aus dem Marktstammdatenregister.

## Auszeichnung
Das Projekt Wattbewerb, das „Städte/Gemeinden zur Energiewende anspornt“, wurde von GoVolunteer, einer Online-Community für ehrenamtliches Engagement, mit dem Siegel „Ausgezeichnetes Engagement 2023“ gewürdigt.